# Liste der Baudenkmale in Adendorf
In der Liste der Baudenkmale in Adendorf sind die Baudenkmale der niedersächsischen Gemeinde Adendorf und ihrer Ortsteile aufgelistet. Der Stand der Liste ist der 19. April 2020. Die Quelle der  Baudenkmale ist der Denkmalatlas Niedersachsen.

## Allgemein
In den Spalten befinden sich folgende Informationen:
- Lage: die Adresse des Baudenkmales und die geographischen Koordinaten. Kartenansicht, um Koordinaten zu setzen. In der Kartenansicht sind Baudenkmale ohne Koordinaten mit einem roten Marker dargestellt und können in der Karte gesetzt werden. Baudenkmale ohne Bild sind mit einem blauen Marker gekennzeichnet, Baudenkmale mit Bild mit einem grünen Marker.
- Bezeichnung: Bezeichnung des Baudenkmales
- Beschreibung: die Beschreibung des Baudenkmales. Unter § 3 Abs. 2 NDSchG werden Einzeldenkmale und unter § 3 Abs. 3 NDSchG Gruppen baulicher Anlagen und deren Bestandteile ausgewiesen.
- ID: die Objekt-ID des Baudenkmales
- Bild: ein Bild des Baudenkmales, ggf. zusätzlich mit einem Link zu weiteren Fotos des Baudenkmals im Medienarchiv Wikimedia Commons. Wenn man auf das Kamerasymbol klickt, können Fotos zu Baudenkmalen aus dieser Liste hochgeladen werden:

## Adendorf

### Gruppen baulicher Anlagen
| Lage                                       | Bezeichnung                                                      | Beschreibung | ID       | Bild |
| ------------------------------------------ | ---------------------------------------------------------------- | --- | -------- | ---- |
| Ortsteil Elba 53° 17′ 56″ N, 10° 25′ 53″ O | Villa mit rückseitigem Nebengebäude und Parkgelände mit Auffahrt | Bei der Villa handelt es sich um die Fabrikantenvilla der ehemaligen Ziegelei Elba. Die Villa wurde 1911 erbaut und ist von einem Park umgeben. | 34325481 | BW   |

### Einzelobjekte
| Lage                                         | Bezeichnung                     | Beschreibung | ID       | Bild           |
| -------------------------------------------- | ------------------------------- | --- | -------- | -------------- |
| Dorfstraße 1 53° 16′ 57″ N, 10° 27′ 15″ O    | Bahnhof                         | Der Bahnhof wurde 1864 erbaut. Er liegt an der Bahnstrecke Lübeck–Lüneburg, ist heute aber keine Haltepunkt mehr. Der Bahnhof soll aber nach einem Beschluss wieder in Betrieb genommen werden. | 28796291 |                |
| Dorfstraße 45 53° 17′ 17″ N, 10° 26′ 41″ O   | Ev. Kapelle Johannes der Täufer | Die evangelische Kapelle Johannes der Täufer wurde in der Spätgotik erbaut. Es ist ein rechteckiger Backsteinbau. Vor dem Eingang an der Südseite befindet sich ein Vorbau mit einem Dachreiter, auch Brauthaus genannt. Im Inneren befindet sich ein Flügelaltar, das mittlere Bild zeigt eine Kreuzigung und stammt etwa aus der Zeit um 1520. Die Gemälde auf den Flügel sind aus der zweiten Hälfte des 17. Jahrhunderts. Sie zeigen innen eine Taufszene und ein Abendmahl und außen den heiligen Georg und den heiligen Jacobus. Die Taufe ist möglicherweise aus dem 15. Jahrhundert. Der Kronleuchter ist datiert auf das Jahr 1762. | 28796386 | Weitere Bilder |
| Dorfstraße 58 53° 17′ 14″ N, 10° 26′ 42″ O   | Schule                          | Freistehender zweigeschossiger Backsteinbau mit Ziersetzungen durch horizontale Gesimsbänder und Fensterbekrönungen unter flach geneigtem Satteldach mit Traufüberstand. Eingang in östlicher Traufseite. Erbaut 1895. Umbau zum Schulhaus mit Klassenräumen im EG, dort große Fensteröffnungen mit Buntglasfenstern. 1922/23(a). | 28796310 |                |
| Dorfstraße 60 53° 17′ 15″ N, 10° 26′ 44″ O   | Wohnhaus                        | Eingeschossiger traufständiger Backsteinbau unter Satteldach in Pfannendeckung. Wohngiebel mit Segmentbogenfenstern im Westen, zur Dorfstraße Eingangsvorbau und Auslucht. Erbaut 1895. | 28796329 |                |
| Dorfstraße 105 53° 16′ 52″ N, 10° 27′ 33″ O  | Villa                           | Zweigeschossiger, verputzter, villenartiger Solitärbau unter ziegelgedecktes Krüppelwalmdach. Giebelständiger Gebäudeteil zur Straße mit Auslucht, Loggia und Balkon sowie fachwerksichtigem Giebel; rückwärtiger Gebäudeteil traufständig mit achtseitigem Erker an westlicher Ecke. Erbaut ca. 1905. | 28796348 |                |
| Kastanienallee 1 53° 17′ 2″ N, 10° 27′ 15″ O | Wohnhaus                        | Eineinhalbgeschossiger Wohnbau unter Satteldach mit Hohlpfannendeckung. Backsteinbau über Sockelgeschoss darüber Fachwerkgeschoss bzw. -giebel mit verputzter Ausfachung an Südwestseite dreifach, an Nordostseite zweifach vorgekragt. Ort- und Traufkanten überstehend mit Schleppgaube nach Nordwesten und abgewalmten Dacherker nach Südosten. Eingeschossige Vorbauten für Eingangs- und Kellertreppe an Südwest- und Nordostseite. Architekt R. Kremer, Lüneburg. Erbaut 1909. | 28796367 |                |

## Erbstorf

### Einzeldenkmal
| Lage                                        | Bezeichnung | Beschreibung | ID       | Bild |
| ------------------------------------------- | ----------- | --- | -------- | ---- |
| Dorfstraße 174 53° 16′ 25″ N, 10° 28′ 26″ O | Herrenhaus  | Freistehender, zweigeschossiger Backsteinbau über Sockelgeschoss unter Walmmansarddach in Hohlpfannendeckung. Gartenseite nach Süden als Schaufassade mit oktogonalem Eckturm mit Haube in Schieferdeckung und Eingangsvorbau mit Freitreppe, Loggia und Balkon sowie darüberliegendem Schmuckrisalit ausgebildet, Putzgliederung im OG, neobarocke Dekorelemente mit Gliederungselementen des Jugendstils. Zum Hof im Norden ungegliederte Front. Eingeschossiger Vorbau mit Treppe auf Ostseite. Erbaut 1905(i). | 28796273 |      |

## Ehemalige Baudenkmale

### Gruppe baulicher Anlagen
| Lage                                            | Bezeichnung | Beschreibung | ID | Bild |
| ----------------------------------------------- | ----------- | ------------ | -- | ---- |
| Dorfstraße 209/211 53° 16′ 29″ N, 10° 28′ 35″ O | Hofanlage   |              |    | BW   |